# الجبهة
الجبهة بلدة شاطئية مغربية ذات ميناء صغير ومركز جماعة مثيوة القروية، تقع في الجزء الشمالي من المغرب. هذه المنطقة الساحلية المتوسطية الواقعة بجبال الريف، وعلى الطريق الذي يربط الشمالي الغربي بالشمالي الشرقي من المغرب. الجبهة هي مركز الجماعة القروية: متيوة وهي جزء من إقليم شفشاون ضمن جهة طنجة تطوان، وتضم الجبهة 2.984 نسمة (إحصاء 2004).

## التسمية
اسم البلدة يقوم على موقعها على سفح مجموعة من الجبال. الجبهة باللغة العربية تعني الجبين أو الواجهة ومقدمة الشيء؛ فالبلدة تبرز كما لو أن المدينة عبارة عن جبهة لسلسلة من الجبال. ومن ثم، عرفت باسم الجبهة.
إلا أن الجبهة عرفت باسماء أخرى عبر التاريخ ففي العصور الرومانية عُرفت باسم كوربوكلا (Corbucla) ومعناها باللغة العربية مخيم أو مأوى، إذ يعتقد أن السفن التجارية المارة بالشاطئ الجنوبي للبحر الأبيض المتوسط كانت تتوقف في الميناء الطبيعي للجبهة، يقول الاستاذ مصطفى غطيس « كثرة أسماء المواضع الواردة في خط رحلة أنطونان لا تعني أن الأمر يتعلق فقط بمعالم، بل إن معظم هذه الأسماء تدل على وجود مرافئ ومآوي تتخلل المراحل التي كان البحارة يقطعونها بين الساحلين القيصري والطنجي، وخاصة فيما يتعلق بالساحل الريفي المغربي حيث تهب الرياح أحيانا بشدة عند سفوح الجبال المطلة على البحر.»
أما خلال فترة الاستعمار الإسباني فعرفت باسم ميناء غاباس (Puerto Capaz) نسبة إلى الجنرال أوسبالدو غاباز (Osvaldo Capaz)، الذي أسس المدينة سنة 1926 فعرفت المدينة باسمه واستمرت المدينة كمحمية إسبانية إلى غاية سنة 1956 عندما حقق المغرب استقلاله، ليتحول اسم البلدة من إلى الجبهة الذي عُرفت به في فترات سابقة

## الاقتصاد
المصدران الرئيسيان للدخل بالبلدة هما صيد الأسماك والتجارة. باعتبارها واحدة من أهم المدن الساحلية في المحيط القريب منها، توجد بالجبهة العديد من المرافئ الخاصة لقوارب الصيد، حيث يرسو كبيرها وصغيرها. وعلاوة على ذلك، فإن الميناء يرحب بالعديد من الأوروبيين الذين يمرون بالمنطقة في اطار جولة حول البحر الأبيض المتوسط. بعد صيد الأسماك هناك أيضا ازدهار للثقافة والتجارة والتبادل التجاري. المهام الإدارية وميناء المنوطين ببلدة الجبهة هما سببان رئيسيان لمعظم الناس الوزار، وهذا بدوره يجعل من المحليين يُقررون الدخول في التجارة والحرفية. أيضا، وموقع الجبهة على الطريق الساحلي يزيد من شعبيتها باعتبارها مركزا لمقاطعة مثيوة.
أهم يوم في الاسبوع هو بلا شك الثلاثاء. في هذا اليوم يسافر جلّ سكان المنطقة لهذه المقاطعة حتى يتسنى لهم القيام بالتسوق الإسبوعي. جميع المحلات تصير مكتظة، والسوق يجلب العديد من المنتجات الجديدة، والحلاقين تتعامل مع طوابير طويلة للانتظار، والشوارع تمتلئ بالشاحنات الكبيرة منها والصغيرة.

## الشواطئ

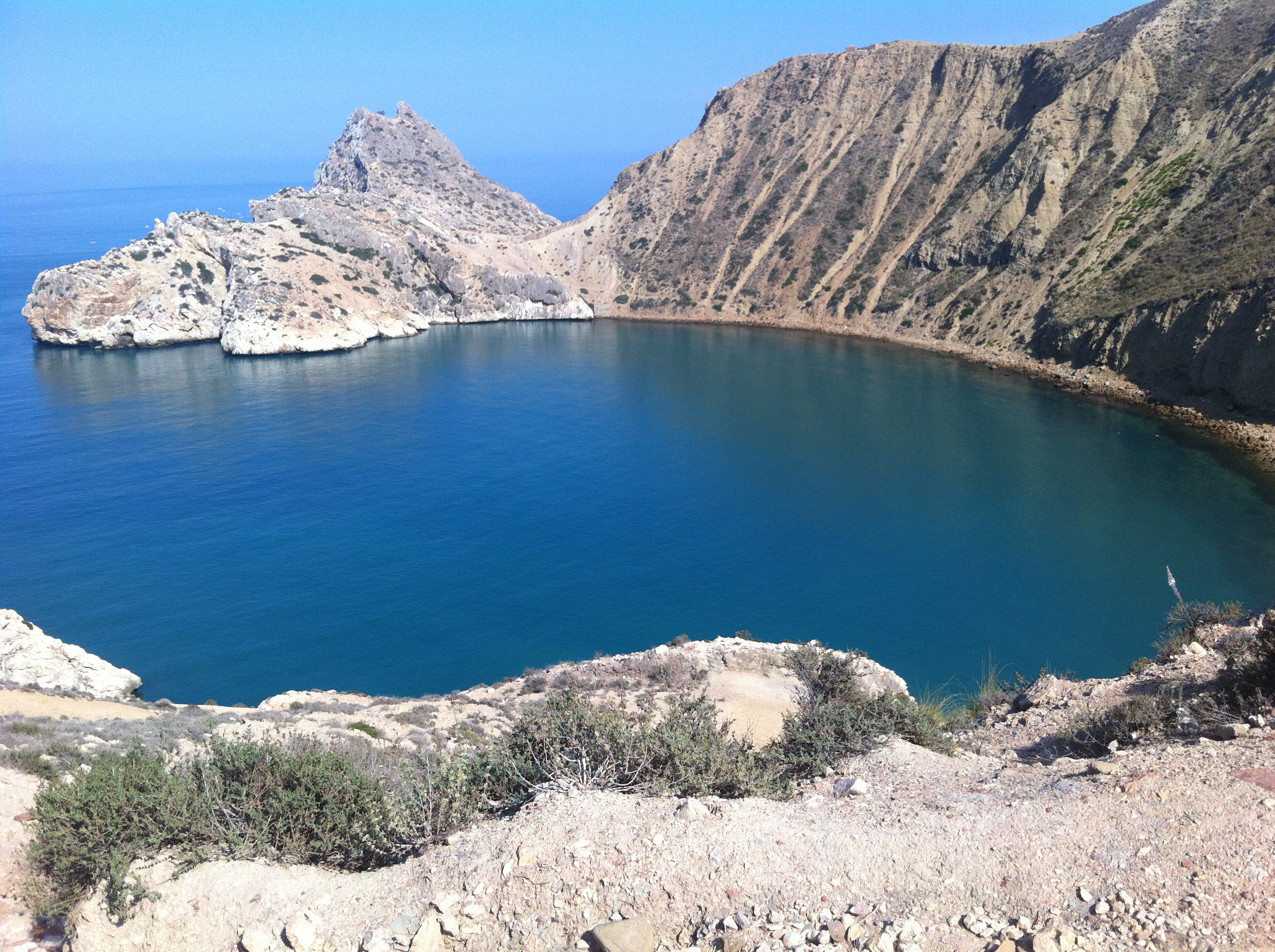
بحر "مرس الدار" المتواجد بمدينة الجبهة.

ونظرا إلى أن الطرق التي تُحيط بالجبهة يصعب السفر بها، فقد ظلت الطريق الساحلية بعيدة نسبيا عن الاستعمال المفرط طوال الوقت. البيئة بالجبهة معروف بنظافتها وشواطئها الطبيعية. الخلجان وراء الجبال الشرقية هي مثالية للتمتع بالشمس والشاطئ في العزلة المطلقة. ومن ناحية أخرى الشواطئ على الجانب الغربي من الجبهة هي أيسر منالا وتتميز بعض الشيء النظافة والصفاء بسطح الرمال الرمادية. شواطئ غرب البلدة هي أكثر ازدحاما من الخلجان في شرقها. للأسف الشديد فإن الشواطئ المجاورة للجبهة وعلى طول الساحل، من امثار إلى اشمعلة ثم اسطيحة إلخ، رمالها سوداء يغلب عليها الحصى المتفاوت الحجم، الشيء الذي يطفي عليها كثيرا من الخشونة التي تقلل من جماليتها. إضافة إلى ذلك فإن غالبية المترددين على هذه الشواطئ هم من المحليين، تغلب عليهم المحافظة الشيء الذي يقلل من حرية الاستمتاع بالشمس.